# Evropská silnice E49
Evropská silnice E49 je evropskou mezinárodní silnicí 1. třídy. Vede ze severu Německa přes západní a jižní Čechy do Dolního Rakouska. Je dlouhá 740 km, v Německu je vedená převážně po dálnicích, v Česku a Rakousku spíše jen po dvouproudých silnicích. Propojuje města Magdeburk, Lipsko, Plavno, Karlovy Vary, Plzeň, České Budějovice a Vídeň.

## Trasa
Německo
- Magdeburg (E30) – Halle –
- Schkeuditz (E51→) – Lipsko – Hermsdorf (E40, Jena / Gera) – Schleiz (→E51)
- Heinrichsruh – Syrau
- Plavno – (E441) – Oelsnitz – Bad Brambach

 Česko
- Vojtanov – Františkovy Lázně –
- Cheb (E48→) – Sokolov – Karlovy Vary (→E48, E442)
- – Bečov nad Teplou – Plzeň (E50, E53) – Písek –
- České Budějovice (E55, E551→) – Třeboň (→E551)
- – Suchdol nad Lužnicí – Halámky

 Rakousko
- Neunagelberg – Schrems – Horn
- – Maissau – Stockerau
- (E59→) – Vídeň (E58, →E59, E60, E461)

## E49 v Česku
Českem vede silnice E49 v délce 321 km, z toho asi 60 km po dálnicích nebo silnicích dálničního typu. Propojuje tři krajská města a je jednou z páteřních tangenciálních tras v Čechách (spolu s E442 a E551). V úseku Cheb – Plzeň k ní existuje kratší (o 22 km) a rychlejší (cca o půl hodiny) alternativní trasa po silnici I/21 přes Mariánské Lázně a po dálnici D5.

## Galerie

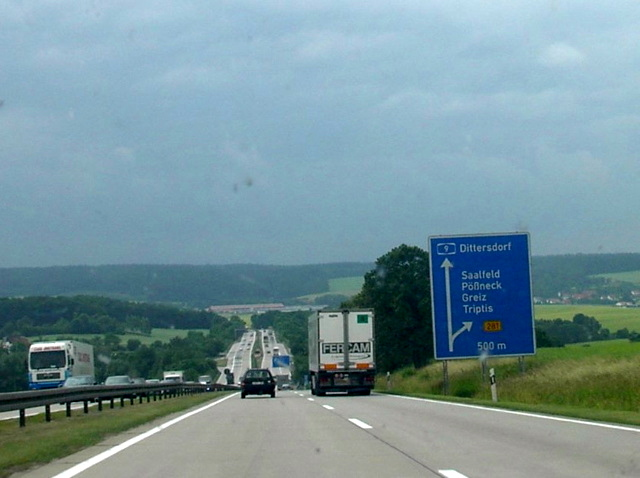
E49 jako německá dálnice A9
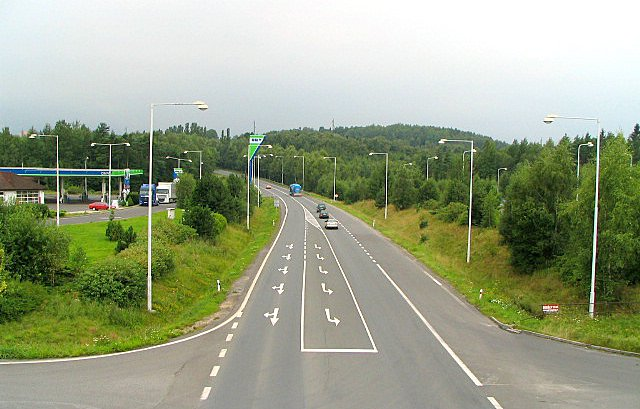
E49 v České republice
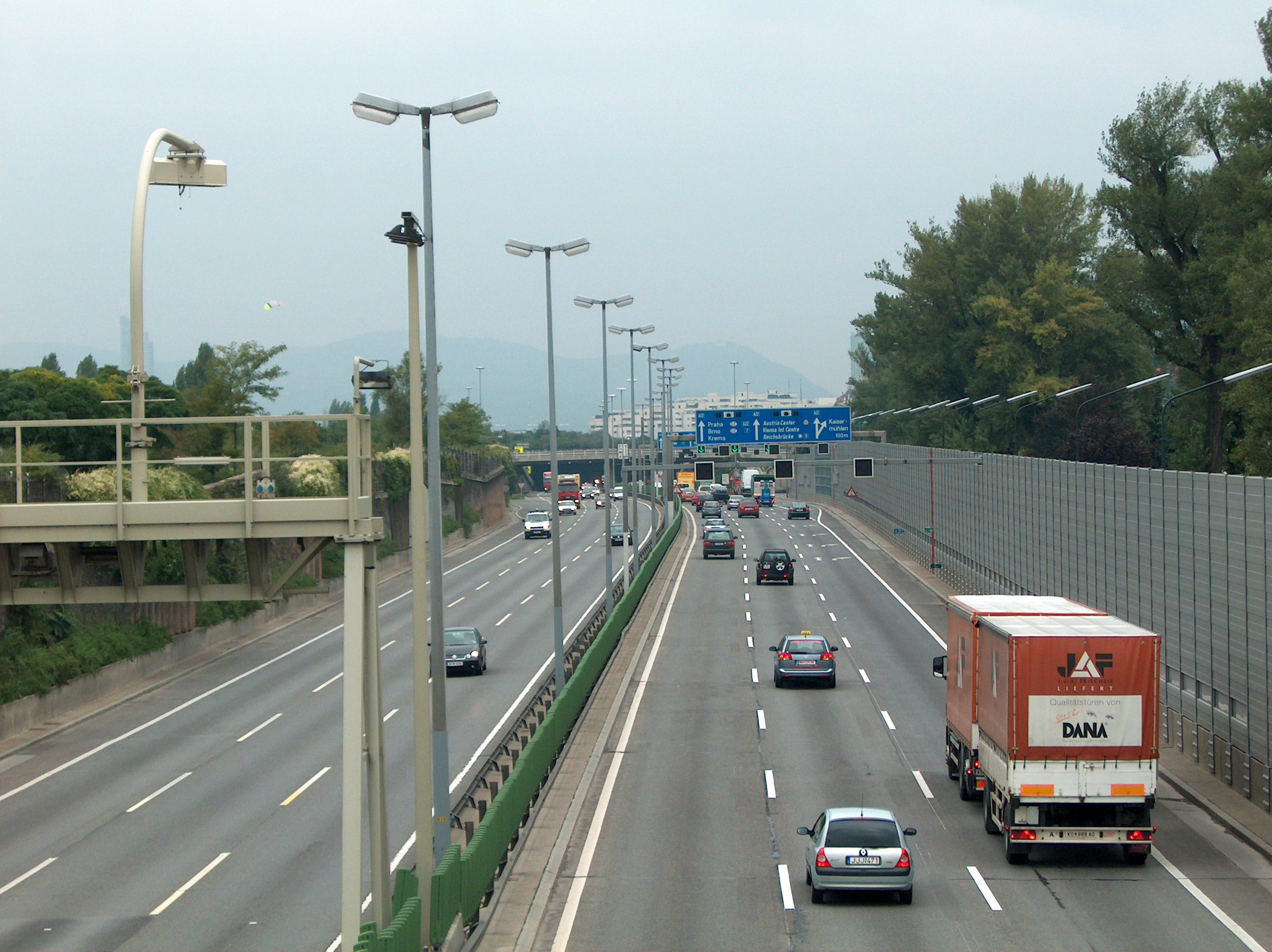
E49 jako rakouská dálnice A22